# Giovanni Garelli
Giovanni Garelli (Mondovì, 8 febbraio 1825 – Arona, 7 maggio 1881) è stato un medico e politico italiano.